# بارادوايس (أنغلزي)
بارادوايس (بالإنجليزية: Paradwys, Anglesey)‏ هي قرية تقع في المملكة المتحدة في ويلز.